# Tôn giáo tại Đà Lạt
| Tôn giáo tại Đà Lạt | Tôn giáo tại Đà Lạt | Tôn giáo tại Đà Lạt | Tôn giáo tại Đà Lạt | Tôn giáo tại Đà Lạt |
| ------------------- | ------------------- | ------------------- | ------------------- | ------------------- |
| Tôn giáo            | Tôn giáo            |                     | Tín đồ              | Tín đồ              |
| Phật giáo           | Phật giáo           |                     | 70.554              | 70.554              |
| Công giáo           | Công giáo           |                     | 17.404              | 17.404              |
| Cao Đài             | Cao Đài             |                     | 9.000               | 9.000               |
| Tin Lành            | Tin Lành            |                     | 2.300               | 2.300               |

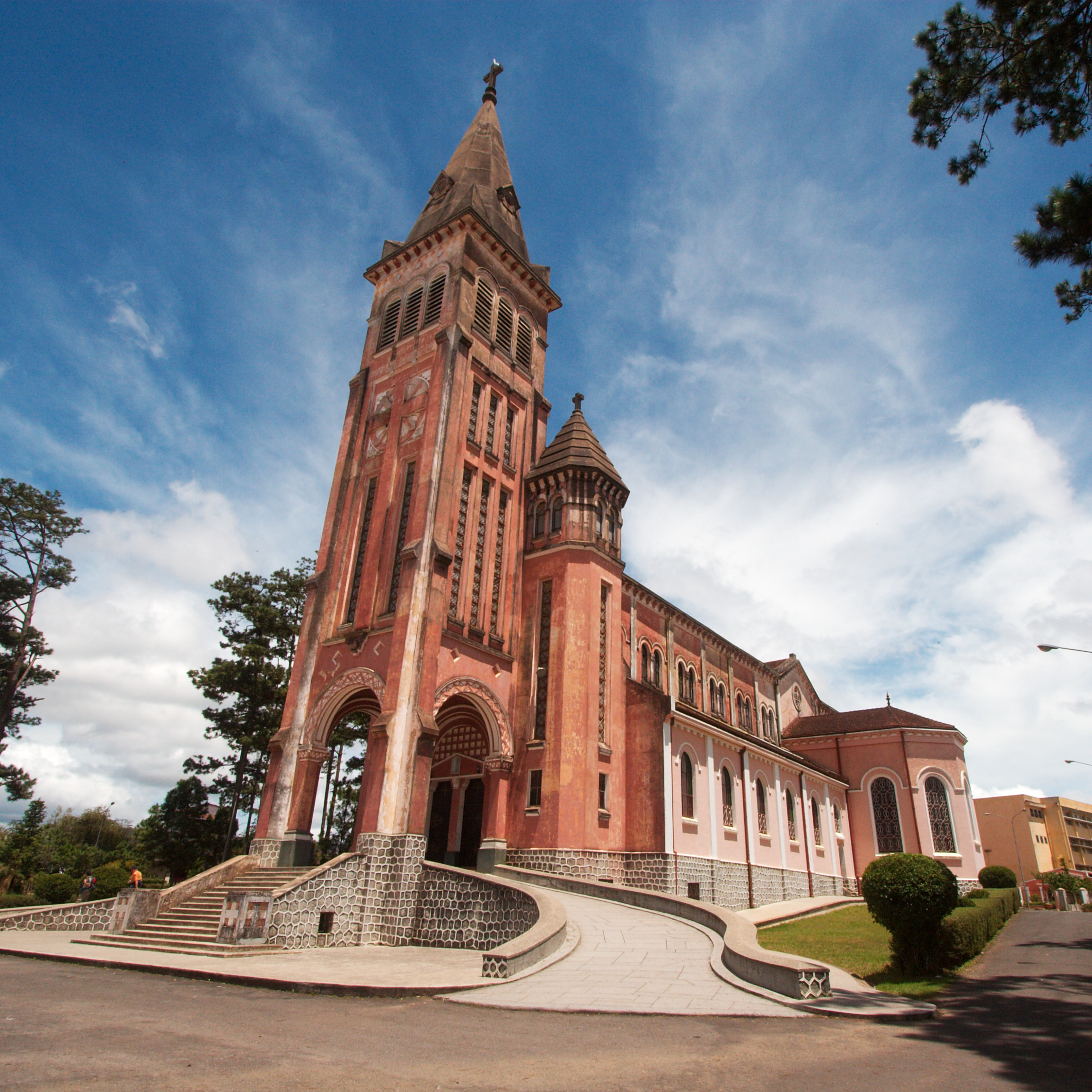
Nhà thờ chính tòa Đà Lạt

Đà Lạt là một thành phố đa dạng về tôn giáo với sự có mặt của hầu hết các tôn giáo lớn ở Việt Nam, trong đó đạo Phật là tôn giáo có lượng tín đồ đông đảo nhất, tiếp đến tới Công giáo, đạo Cao Đài và đạo Tin Lành. Với quy mô dân số khoảng 200 ngàn người, thành phố có tới 43 nhà thờ và tu viện, 55 ngôi chùa và tịnh xá, 3 thánh thất Cao Đài cùng rất nhiều đình làng, đền thờ. Các tôn giáo ở Đà Lạt tồn tại hòa bình, trong suốt lịch sử của thành phố không hề ghi nhận một cuộc xung đột tôn giáo nào. Những ngày lễ Phật Đản, Vu Lan của Phật giáo hay Giáng Sinh của các nhóm Ki-tô giáo không chỉ là lễ hội của những người theo đạo mà còn là ngày lễ hội chung của toàn cư dân thành phố. Các tôn giáo lớn ở đây–Phật giáo, Công giáo và Tin Lành–còn tham gia vào nhiều hoạt động xã hội, từ thiện, đặc biệt trong việc giúp đỡ các trẻ em khó khăn. Theo số liệu của Ủy ban nhân dân thành phố Đà Lạt vào năm 2002, có khoảng 63% số hộ và 67% số nhân khẩu ở thành phố là tín đồ của Phật giáo, Công giáo, Tin Lành hoặc Cao Đài.

## Công giáo Rôma
Công giáo Rôma là tôn giáo có mặt sớm nhất ở Đà Lạt. Trong đoàn khảo sát cao nguyên Lang Biang của bác sĩ Alexandre Yersin năm 1893, đã có sự tham gia của Linh mục Robert thuộc Hội Thừa sai Paris tại Viễn Đông. Vào năm 1917, Linh mục Nicolas Couvreur, người kế nhiệm Linh mục Robert, đã tới vùng đất này để thực hiện sứ mệnh mở rộng phạm vi ảnh hưởng của Công giáo giữa những người Pháp và một ít người Việt trong ngày đầu xây dựng thành phố. Năm 1918, Linh mục Couvreur đã lập một dưỡng viện giáo đồ trên quả đồi ở khu vực trung tâm thị tứ. Cuối tháng 4 năm 1920, Giáo sở Đà Lạt ra đời và Linh mục Frédéric Sidor trở thành cha sở đầu tiên của thành phố. Khi số lượng giáo dân tăng lên, một nhà thờ mới được xây dựng và hoàn thành vào năm 1942, ngày nay là Nhà thờ chính tòa Đà Lạt. Trong những năm Thế chiến thứ hai và giai đoạn sau năm 1954, dân số thành phố tăng mạnh mẽ, kéo theo sự phát triển của cộng đồng giáo dân. Đặc biệt, trong khoản thời gian 1955 đến 1960, Đà Lạt có thêm 9 xứ đạo mới, nhờ một lượng lớn những tín đồ miền Bắc di cư vào nam. Khi thành lập vào năm 1960, Giáo phận Đà Lạt gồm thị xã Đà Lạt và 4 tỉnh Tuyên Đức, Quảng Đức, Phước Long và Lâm Đồng, nhưng ngày nay chỉ còn nằm gọn trong địa giới của tỉnh Lâm Đồng với 5 giáo hạt. Cùng với sự hình thành các họ đạo, giáo xứ là sự xuất hiện của các dòng tu trên đất Đà Lạt. Thành phố hiện có đến 22 dòng tu nam và nữ với 29 cơ sở tu hành, bao gồm cả những dòng tu quốc tế và những dòng tu địa phương. Phần lớn các dòng tu đều quan tâm tới việc đào tạo nghề nghiệp hay trang bị kiến thức phổ thông cho những thanh thiếu niên có hoàn cảnh khó khăn. Nhiều trường học ở Đà Lạt ngày nay xuất phát từ các ngôi trường do các dòng tu thành lập, như Trường Dân tộc nội trú trước đây là Trường Nữ trung học Couvent des Oiseaux, Trường Kinh tế Kỹ thuật Lâm Đồng trước đây là Trường Kỹ thuật Lasan... Đặc biệt, một cơ sở đào tạo bậc cử nhân trực thuộc giáo hội thành lập năm 1958 trở thành Viện Đại học Đà Lạt, tiền thân của Trường Đại học Đà Lạt ngày nay. Sau gần một thế kỷ, Công giáo đã có chỗ đứng vững chắc trong một cộng đồng dân cư ở đây. Vào năm 2002, trong thành phố có 48 vị linh mục, 133 tu sĩ và 3.319 hộ gia đình với 17.404 người là tín đồ Công giáo, chiếm khoảng 12% cư dân Đà Lạt.

## Phật giáo
Phật giáo hiện diện lần đầu tiên ở Đà Lạt vào đầu thập kỷ 1920, đánh dấu bằng sự xuất hiện của một ngôi thảo am thờ Phật bằng gỗ ở cuối đường Hai Bà Trưng. Năm 1921, thảo am này được dựng thành một ngôi chùa nhỏ với tên gọi Linh Quang tự. Năm 1938, theo đề nghị của Từ Cung Hoàng thái hậu, chùa Linh Sơn được khởi công xây dựng và khánh thành vào năm 1940. Cùng năm đó, Hội Phật giáo Lâm Viên ra đời, một sự kiện có tầm quan trọng đối với quá trình hoằng dương Phật pháp trên đất Đà Lạt. Cùng với thời gian, số tín đồ Phật giáo cũng ngày một đông hơn và nhiều chùa chiền, tịnh xá mới lần lượt xuất hiện. Những tăng ni, Phật tử Đà Lạt còn đứng ra thành lập các ký nhi viện chăm sóc, dạy dỗ trẻ em mồ côi, và mở nhiều trường học ở các vùng ven đô. Cuối thế kỷ 20, nhờ sự phát triển của kinh tế, nhiều ngôi chùa Đà Lạt được trùng tu hoặc xây dựng lại, đặc biệt là các ngôi chùa Linh Giác, Vạn Hạnh và Linh Phước. Năm 1994, Thiền viện Trúc Lâm Đà Lạt khánh thành bên hồ Tuyền Lâm, nhanh chóng trở thành một trung tâm Phật giáo quan trọng, cũng là một địa điểm du lịch tâm linh thu hút. Vào năm 2003, ở Đà Lạt có 123 tăng ni, trong đó có 5 hòa thượng, 8 thượng tọa, 22 đại đức, 4 ni trưởng, 18 ni sư và 13.085 hộ gia đình với 70.554 thiện nam tín nữ, chiếm khoảng 40% cư dân toàn thành phố.

## Đạo Cao Đài
Đạo Cao Đài truyền đến Đà Lạt vào năm 1938 khi một chức sắc Cao Đài là Lễ sanh Ngọc Ngọ Thanh được Tòa Thánh Tây Ninh cử làm Quyền Khâm Châu Đạo phụ trách Châu đạo Lâm Đồng. Cơ sở thờ tự đầu tiên của tôn giáo này trên đất Đà Lạt là Thánh thất Đa Phước ở Phường 11. Năm 1952, Hộ pháp Phạm Công Tắc giáo chủ đạo Cao Đài đến Đà Lạt lựa chọn địa điểm và chính thức làm lễ đặt nền móng bê tông cốt thép xây dựng Thánh thất. Cùng với sự xuất hiện của Tòa Thánh Tây Ninh, chi phái Cao Đài Ban Chỉnh Đạo cũng xuất hiện ở Đà Lạt vào năm 1938. Giáo tông Nguyễn Ngọc Tương, người sáng lập chi phái, mua một căn nhà ván ở ấp Đa Thành làm cơ sở thờ tự và căn cứ truyền giáo tại Đà Lạt. Hai hệ phái này đều gặp phải nhiều khó khăn cho đến tận năm 1997, thời điểm đạo Cao Đài được Nhà nước Việt Nam công nhận. Hiện nay, đạo Cao Đài Tòa Thánh Tây Ninh ở Đà Lạt có một Họ đạo quy mô với 54 chức sắc, chức việc và hơn 8.000 tín đồ. Chi phái Cao Đài Ban Chỉnh Đạo cũng có 23 chức sắc, chức việc và khoảng 1.000 tín đồ.

## Tin Lành
Vào năm 1926, mục sư Hebert Jackson tới Tây Nguyên để thăm dò địa bàn truyền giáo mới. Ba năm sau đó, vợ chồng mục sư Jackson quyết định lên truyền giáo ở Đà Lạt, cộng tác cùng mục sư Lê Văn Quế. Cơ sở đầu tiên của Tin Lành nơi đây là một căn nhà nhỏ trên đường Minh Mạng, nay là đường Trương Công Định. Năm 1936, Hội thánh Tin Lành đầu tiên tại Đà Lạt ra đời với khoảng 20 tín đồ. Nhờ sự nỗ lực của mục sư Duy Các Lâm, nhà thờ Tin Lành đầu tiên của thành phố được xây dựng trên ngọn đồi cạnh đường Hàm Nghi, ngày nay là đường Nguyễn Văn Trỗi, khánh thành vào năm 1942. Nhiều hệ phái khác của đạo Tin Lành cũng tìm tới Đà Lạt, như phái Tin Lành Cơ đốc Phục lâm vào năm 1940, phái Baptist, phái Ngũ Tuần và phái Hội thánh đấng Christ trong những năm 1950 đến 1975. Tuy nhiên, những hệ phái này không gây được ảnh hưởng lớn tới công đồng cư dân Đà Lạt như Hội Truyền giáo Phúc âm Liên hiệp, hệ phái có số lượng tín đồ lớn nhất ở Đà Lạt cũng như Việt Nam. Giống với Công giáo, đạo Tin Lành ở Đà Lạt rất chú trọng tới các hoạt động xã hội, đặc biệt trong lĩnh vực từ thiện nhân đạo, như một phương thức hữu hiệu trong việc mở mang phạm vi ảnh hưởng. Trong thành phố hiện nay có 3 chi hội Tin Lành với khoảng 2.300 tín đồ và một nửa trong số đó là những người dân tộc thiểu số.

## Các cơ sở tôn giáo
| Tên                        | Địa chỉ                                 | Xây dựng  | Chú thích |
| Phật giáo                  | Phật giáo                               | Phật giáo | Phật giáo |
| -------------------------- | --------------------------------------- | --------- | --------- |
| Chùa Linh Quang            | 133 Hai Bà Trưng                        | 1921      | [ 4 ]     |
| Chùa Linh Sơn              | 120 Nguyễn Văn Trỗi                     | 1938      | [ 15 ]    |
| Chùa Linh Phong            | 72C Hoàng Hoa Thám                      | 1940      | [ 15 ]    |
| Chùa Linh Phước            | Trại Mát, Phường 11                     | 1949      | [ 16 ]    |
| Thiên Vương Cổ Sát         | 385 Khe Sanh                            | 1958      | [ 17 ]    |
| Thiền viện Trúc Lâm Đà Lạt | Đèo Prenn                               | 1993      | [ 18 ]    |
| Thiền viện Vạn Hạnh        | 39 đường Phù Đổng Thiên Vương           | 1957      | [ 19 ]    |
| Công giáo                  |                                         |           |           |
| Nhà thờ chính tòa Đà Lạt   | Đường Trần Phú                          | 1931      | [ 17 ]    |
| Nhà thờ Domaine de Marie   | 1 Ngô Quyền                             | 1940      | [ 17 ]    |
| Nhà thờ Cam Ly             | Gần thác Cam Ly                         | 1960      | [ 20 ]    |
| Nhà thờ Tùng Lâm           | Đường rẽ vô Suối Vàng, phường 8         |           | [ 21 ]    |
| Nhà thờ An Bình            | Phường 3                                |           | [ 22 ]    |
| Nhà thờ Bạch Đằng          | Phường 7                                |           | [ 23 ]    |
| Nhà thờ Cầu Đất            | Xã Xuân Trường                          |           | [ 24 ]    |
| Nhà thờ Chi Lăng           | Phường 9                                |           | [ 25 ]    |
| Nhà thờ Du Sinh            | 12 đường Huyền Trân Công Chúa, phường 5 |           | [ 26 ]    |
| Tin Lành                   |                                         |           |           |
| Nhà thờ Tin Lành Đà Lạt    | 72 Nguyễn Văn Trỗi                      | 1942      | [ 13 ]    |
| Đạo Cao Đài                |                                         |           |           |
| Thánh thất Đa Phước        | 330 đường Tự Phước                      | 1938      | [ 27 ]    |